# Resultados do Carnaval de São Paulo em 2002
Estes são os resultados do Carnaval de São Paulo em 2002.

## Escolas de samba

### Grupo Especial
Os desfiles do grupo especial ocorreram nos dias 8 e 9 de fevereiro no sambódromo do Anhembi. A aclamação popular se confirmou nas primeiras colocações: Gaviões da Fiel campeã, com um desfile hipnotzante, seguida pela Camisa Verde e Branco (com sua Bateria Furiosa), e Rosas de Ouro fazendo cantar alto e surpreendendo com a Comissão de Frente encenando "A Última Ceia". A perda de 6 pontos por cronometragem tirou a X-9 Paulistana do pódio, onde poderia empatar no 1º lugar.
Ordem de Desfile
| Sexta-feira (08/02/2002) | Sábado (09/02/2002) |
| 1. Unidos de Vila Maria 2. Unidos de São Lucas 3. Acadêmicos do Tucuruvi 4. X-9-Paulistana 5. Gaviões da Fiel 6. Mocidade Alegre 7. Nenê de Vila Matilde | 1. Unidos do Peruche 2. Morro da Casa Verde 3. Camisa Verde e Branco 4. Rosas de Ouro 5. Vai-Vai 6. Águia de Ouro 7. Leandro de Itaquera |

Classificação
| Legenda: Campeã Rebaixada |

| Col. | Escola                 | Enredo                                                                             | Pontos |
| ---- | ---------------------- | ---------------------------------------------------------------------------------- | ------ |
| 1    | Gaviões da Fiel        | Xeque-Mate                                                                         | 200,00 |
| 2    | Camisa Verde e Branco  | 4, Vamos Pensar... Isso Vai Dar o Que Falar!                                       | 199,50 |
| 3    | Rosas de Ouro          | O Pão Nosso de Cada Dia                                                            | 199,50 |
| 4    | Nenê de Vila Matilde   | Em Não Se Plantando, Tudo Nos Dão? Não                                             | 199,00 |
| 5    | Vai-Vai                | Guardado à Sete Chaves                                                             | 198,50 |
| 6    | Leandro de Itaquera    | Mário Covas - São Paulo - Brasil Meu Orgulho, Meu Amor                             | 198,00 |
| 7    | Águia de Ouro          | Vou à Luta Sem Pedir Licença... Tupy or Not Tupy? Samba é a Resposta!              | 198,00 |
| 8    | Mocidade Alegre        | Do Néctar dos Deuses ao Alimento de Homens e Feras, "Deleite-se ao Sabor do Leite" | 197,50 |
| 9    | Acadêmicos do Tucuruvi | História, Cultura, Progressos Mil - Uberlândia Faz Pulsar o Coração do Brasil      | 197,00 |
| 10   | X-9 Paulistana         | Aceito Tudo, Quem Sou Eu?... O Papel                                               | 194,00 |
| 11   | Unidos de Vila Maria   | Intolerância Não! Viva e Deixe Viver!                                              | 194,00 |
| 12   | Unidos do Peruche      | Guarujá, A Pérola do Atlântico                                                     | 193,00 |
| 13   | Morro da Casa Verde    | O Morro Canta Zeca Pagodinho, O Poeta de Xerém                                     | 191,50 |
| 14   | Unidos de São Lucas    | Humor, Humoral, Humorizado - Nóbrega e os Filhos do Riso                           | 181,00 |

### Grupo de Acesso
Os desfiles do grupo especial ocorreram no dia 10 de fevereiro no sambódromo do Anhembi.
Classificação
| Legenda: Promovida Rebaixada |

| Col. | Escola                | Enredo                                                                                     | Pontos |
| ---- | --------------------- | ------------------------------------------------------------------------------------------ | ------ |
| 1    | Barroca Zona Sul      | A Magia dos Jardins da Verde e Rosa                                                        | 298,00 |
| 2    | Império de Casa Verde | A Verde Guerrilha da Paz                                                                   | 296,00 |
| 3    | Pérola Negra          | Monteiro Lobato, Da Fazenda Buquira (Taubaté-SP) Para o Mundo "Um Homem Além do Seu Tempo" | 295,00 |
| 4    | Imperador do Ipiranga | Um Canto de Amor a Negra Mulher                                                            | 292,00 |
| 5    | Tom Maior             | Automóvel "A Máquina do Tempo"                                                             | 290,50 |
| 6    | Acadêmicos do Tatuapé | Baiana Guia: Festa, Lenda e Magia. Salvador Capital da Alegria                             | 290,00 |
| 7    | Camisa 12             | Máscara o Símbolo do Imaginário Mágico da Face                                             | 283,00 |
| 8    | Colorado do Brás      | Passo a Passo da Seda, O Caminhar                                                          | 279,50 |

### Grupo 1A
Os desfiles do grupo 1A ocorreram no dia 11 de fevereiro.
Classificação
| Legenda: Promovida Rebaixada |

| Col. | Escola                         | Enredo                                                               | Pontos |
| ---- | ------------------------------ | -------------------------------------------------------------------- | ------ |
| 1    | Mancha Verde                   | De Lutas e Solidariedade - A Força do Trabalhador                    | 295,5  |
| 2    | Prova de Fogo                  | Uma Viagem ao Mundo do Carnaval                                      | 294,5  |
| 3    | Império do Cambuci             | As Três Décadas da Morada do Samba                                   | 292,5  |
| 4    | Combinados de Sapopemba        | Coração e Lutas, As Armas do Nosso Povo (Glórias de um Povo Sofredor | 289,5  |
| 5    | Flor da Vila Dalila            | Quem Dança Se Encanta Com os Passos da Dança                         | 288,5  |
| 6    | Unidos de São Miguel           | Jorge Amado no Reino de Oxalá                                        | 288,0  |
| 7    | União Independente da Zona Sul | Quem Conta Um Conto, Aumenta Um Ponto                                | 287,5  |
| 8    | São Paulo Zona Sul             | Rico Por Natureza                                                    | 284,5  |
| 9    | Estação Invernada              | Estação Invernada ao Vivo e a Cores                                  | 280,0  |
| 10   | Unidos do Vale Encantado       | Água, Fonte da Vida                                                  | 275,5  |
| 11   | Só Vou Se Você For             | Noite, Onde Tudo Acontece                                            | 272,5  |

### Grupo 2 Oeste
Os desfiles do grupo 2 Oeste ocorreram no dia 11 de fevereiro.
Classificação
| Legenda: Promovida Rebaixada |

| Col. | Escola                    | Enredo                                               | Pontos |
| ---- | ------------------------- | ---------------------------------------------------- | ------ |
| 1    | Primeira da Aclimação     | Um Canário que Deixou Saudade - Armando da Mangueira | 194,5  |
| 2    | Brinco da Marquesa        | Décadas de Ouro                                      | 192,5  |
| 3    | Passo de Ouro             | Do Caeté ao Samba no Pé                              | 192    |
| 4    | Lavapés                   | De Vermelho e Branco Eu Vou... Tua Cor Me Conquistou | 188,5  |
| 5    | Estação Primeira do Itaim | Paraty, Todo o Meu Amor - Estação Primeira do Itaim  | 188,5  |
| 6    | Malungos                  | Um Sonho Africano no Quilombo dos Malungos           | 180    |

### Grupo 2 Leste
Os desfiles do grupo 2 Leste ocorreram no dia 10 de fevereiro.
Classificação
| Legenda: Promovida Rebaixada |

| Col. | Escola                   | Enredo                                                | Pontos |
| ---- | ------------------------ | ----------------------------------------------------- | ------ |
| 1    | Tradição da Zona Leste   | Isto é Itu - Berço da República do Brasil             | 194,5  |
| 2    | União Imperial           | Das Maravilhas do Mar, Fez-se o Esplendor de Uma Vida | 192,5  |
| 3    | Império Lapeano          | Muyrakitan e Tembetá: O Talismã do Amor               | 192,0  |
| 4    | Imperatriz da Paulicéia  | E Eles Não Foram Coroados                             | 184,0  |
| 5    | Primeira da Cidade Líder | O Despertar dos Tambores no Chão do Brasil            | 172,5  |
| 6    | Mocidade Unida da Mooca  | Coisas do Coração                                     | 68,5   |

### Grupo 3 Oeste
Os desfiles do grupo 3 Oeste ocorreram no dia 10 de fevereiro.
Classificação
| Legenda: Promovida Rebaixada |

| Col. | Escola                     | Enredo                                                | Pontos |
| ---- | -------------------------- | ----------------------------------------------------- | ------ |
| 1    | Paraíso do Samba           | Mulheres Com "H" Que Atravessaram os Séculos          | 101    |
| 2    | Iracema, Meu Grande Amor   | Chico Mendes, A Vida por um Ideal                     | 98,5   |
| 3    | Cachoeira Império do Samba | Antigos Carnavais                                     | 97,5   |
| 4    | União da Vila Albertina    | Mesmo Se Apagar a Vila Vai Brilhar                    | 97,5   |
| 5    | Dragões da Real            | Uni-Dune-Tê Um Sorvete Colorê                         | 97,5   |
| 6    | Raiz da Zona Sul           | Plínio Marcos - O Contador de Histórias               | 97,5   |
| 7    | Flor da Zona Sul           | Brasil, Terra de Um Povo Valente e Que Sabe Ser Feliz | 96     |
| 8    | Sai da Frente              | No Castelo do Carnaval Sai da Frente Faz a Festa      | 92,5   |
| 9    | Tradição do Campo Limpo    | Encanto, Feitiço e Magia                              | 90,5   |

### Grupo 3 Leste
Os desfiles do grupo 3 Leste ocorreram no dia 10 de fevereiro.
Classificação
| Legenda: Promovida Rebaixada |

| Col. | Escola                              | Enredo                                                 | Pontos |
| ---- | ----------------------------------- | ------------------------------------------------------ | ------ |
| 1    | Unidos de Guaianases                | Um Clamor de Justiça Sob os Olhos de Xangô             | 98,0   |
| 2    | Uirapuru da Mooca                   | Um Século de Glória, Parabéns Estação da Luz           | 96,0   |
| 3    | Acadêmicos do Ipiranga              | Legado dos Iorubás                                     | 96,0   |
| 4    | União Independente da Vila Prudente | Domingo é Dia de Sexta                                 | 94,5   |
| 5    | Falcão do Morro Itaquerense         | Raízes Portuguesas na Poesia Brasileira - Trovadorismo | 93,5   |
| 6    | Dom Bosco                           | Odisséia Marinha - Os Mares Pedem Socorro              | 90,5   |
| 7    | Príncipe Negro da Cidade Tiradentes | Carnaval - A Magia Que Contagia o Povo Brasileiro      | 88,5   |
| 8    | Dragões de São Miguel               | Hoje, a Dragões é Leandro na Avenida                   | 88,0   |
| 9    | Folha Azul dos Marujos              | Penha, O Sonho Virou Realidade                         | 76,5   |